# Yesterday Once More
«Yesterday Once More» — песня американской кантри группы The Carpenters, вышедшая в 1973 году в качестве второго сингла с пятого студийного альбома Now & Then.
Сингл достиг первого места в Канаде и второго места в американском хит-параде Billboard Hot 100.

## История
Песня стала пятым хитом дуэта, который поднялся до второго места, но не выше. По этому показателю (по числу хитов с максимальной позицией на № 2) они вторые в мире после Мадонны. Песня также достигла первого места в хит-параде лёгкой музыки (Adult Contemporary), став их восьмым чарттоппером в этом списке за четыре года. Песня стала бестселлером во всём мире и также была на втором месте в Великобритании.
По данным журнала Cashbox в дату 2 июня 1973 года песня «Yesterday Once More» дебютировала на 71-м месте, а 4 августа достигла первого места.

## Участники записи
- Карен Карпентер — вокал
- Ричард Карпентер — бэк-вокал, электронное пианино Wurlitzer[англ.]
- Джо Осборн[англ.] — бас-гитара
- Хэл Блейн[англ.] — ударные

## Хит-парады
| Чарт (1973)                                | Высшая позиция |
| ------------------------------------------ | -------------- |
| Канада, RPM Top Singles                    | 1              |
| Австралия (Kent Music Report)              | 9              |
| Бельгия/Фландрия (Ultratop 50)             | 5              |
| Канада (RPM Top Singles)                   | 1              |
| Канада (RPM Adult Contemporary)            | 1              |
| Германия, (Official German Charts)         | 21             |
| Ирландия (IRMA)                            | 8              |
| Япония, Oricon International Singles Chart | 1              |
| Япония, Oricon (Japanese) Singles Chart    | 5              |
| Нидерланды (Single Top 100)                | 5              |
| Новая Зеландия, (RMNZ)                     | 2              |
| Норвегия (VG-lista)                        | 6              |
| Великобритания (OCC UK Singles)            | 2              |
| США (Billboard Hot 100)                    | 2              |
| США (Billboard Adult Contemporary)         | 1              |
| США, Cash Box Top 100                      | 1              |

| Чарт (1973)                                | Ранг |
| ------------------------------------------ | ---- |
| Австралия                                  | 65   |
| Канада (RPM Year-End)                      | 23   |
| США (Billboard Top Easy Listening Singles) | 10   |
| США (Billboard Top Pop Singles)            | 70   |
| США (Cash Box)                             | 43   |